# Aeroporto de Loanda
O Aeroporto Municipal de Loanda -  Attílio Accorsi (ICAO: SSLO) é um aeródromo civíl público, localizado no município brasileiro de Loanda, no estado do Paraná.